# Kudi Müller
Pour les articles homonymes, voir Kurt Müller.
Kurt Müller, plus connu sous le nom de Kudi Müller, né le 9 mai 1948 à Lucerne en Suisse, est un footballeur international suisse, qui évoluait au poste d'attaquant, avant de devenir entraîneur.

## Biographie

### Carrière de joueur

#### En club
Kudi Müller inscrit 15 buts en première division suisse lors de la saison 1970-1971 avec le club du FC Lucerne.
Avec le club allemand du Hertha Berlin, il joue 77 matchs en Bundesliga, inscrivant 21 buts.
Participant aux compétitions européennes, il dispute 4 matchs en Coupe d'Europe des clubs champions (4 buts), 4 match en Coupe de l'UEFA (3 buts), et enfin 6 matchs en Coupe des coupes (0 but).
Le 29 septembre 1971, lors du premier tour de la Coupe des clubs champions européens 1971–72, Müller inscrit un quadruplé avec son club du Grasshopper Zurich, lors d'une large victoire 8-0 à domicile au Hardturm, contre les Finlandais du Reipas Lahti.
Il se classe deuxième du championnat de Suisse en 1973 avec le Grasshopper Zurich, puis à nouveau deuxième en 1976 et 1977 avec le Servette de Genève. Il est également deuxième du championnat d'Allemagne en 1975 avec le Hertha Berlin.

#### En équipe nationale
Kudi Müller reçoit 38 sélections et inscrit 7 buts en équipe de Suisse entre 1970 et 1977.
Il joue son premier match en équipe nationale le 16 décembre 1970 contre la Grèce, dans le cadre des éliminatoires de l'Euro 1972. À cette occasion, il inscrit son premier but en sélection.
Il inscrit son deuxième but le 21 avril 1971, contre Malte, dans le cadre de ces mêmes éliminatoires. Il marque ensuite un but en amical contre l'Allemagne en 1974. Il inscrit par la suite un but contre l'Irlande, le 10 mai 1975, dans le cadre des éliminatoires de l'Euro 1976.
Kudi Müller marque ses trois derniers buts contre l'Angleterre, la Bulgarie, et enfin la Tchécoslovaquie. Il s'agit de trois matchs amicaux.
Kudi Müller reçoit sa toute dernière sélection le 30 octobre 1977, contre la Norvège, lors d'un match comptant pour les éliminatoires du mondial 1978.

### Carrière d'entraîneur
Il dirige plusieurs clubs suisses, notamment le SC Kriens et le FC Lucerne.

## Palmarès

### Palmarès de joueur
| Hertha Berlin - Championnat d'Allemagne : - Vice-champion : 1974-75. |  | Grasshopper Zurich - Championnat de Suisse : - Vice-champion : 1972-73. |  | Servette Genève - Championnat de Suisse : - Vice-champion : 1975-76 et 1976-77. |  | Young Boys - Coupe de Suisse : - Finaliste : 1978-79 et 1979-80. |

### Palmarès d'entraineur
FC Lucerne
- Coupe de Suisse :
  - Finaliste : 1996-97.